# Černelavci
Černelavci este o localitate din comuna Murska Sobota, Slovenia, cu o populație de 1.741 de locuitori.